# Выставочный дворец (Рим)
Выставочный дворец — помпезное здание в стиле боз-ар, расположенное в Риме по улице Виа Национале и традиционно служащее местом проведения выставок.
Спроектирован Пио Пьячентини, торжественно открыт в 1883 году. Поначалу в здании выставлялись произведения художников XIX века, составившие ядро коллекции Национальной галереи современного искусства.
Во время фашистской эпохи фасад, по случаю пары выставок (Выставка фашистской революции, Августовская выставка Римского мира) был временно изменен, так как считалось, что его стиль не идет в ногу со временем.
С 1927 до 2004 был штаб-квартирой и местом проведения выставок организации Квадриеннале ди Рома, и остается привилегированным местом проведения выставки «Четырёхлетие искусства».
Также дворец располагает кинотеатром на 139 мест, аудиторией на 90 мест, форумом (многофункциональным залом), кафетерием, рестораном на 240 мест и библиотекой.

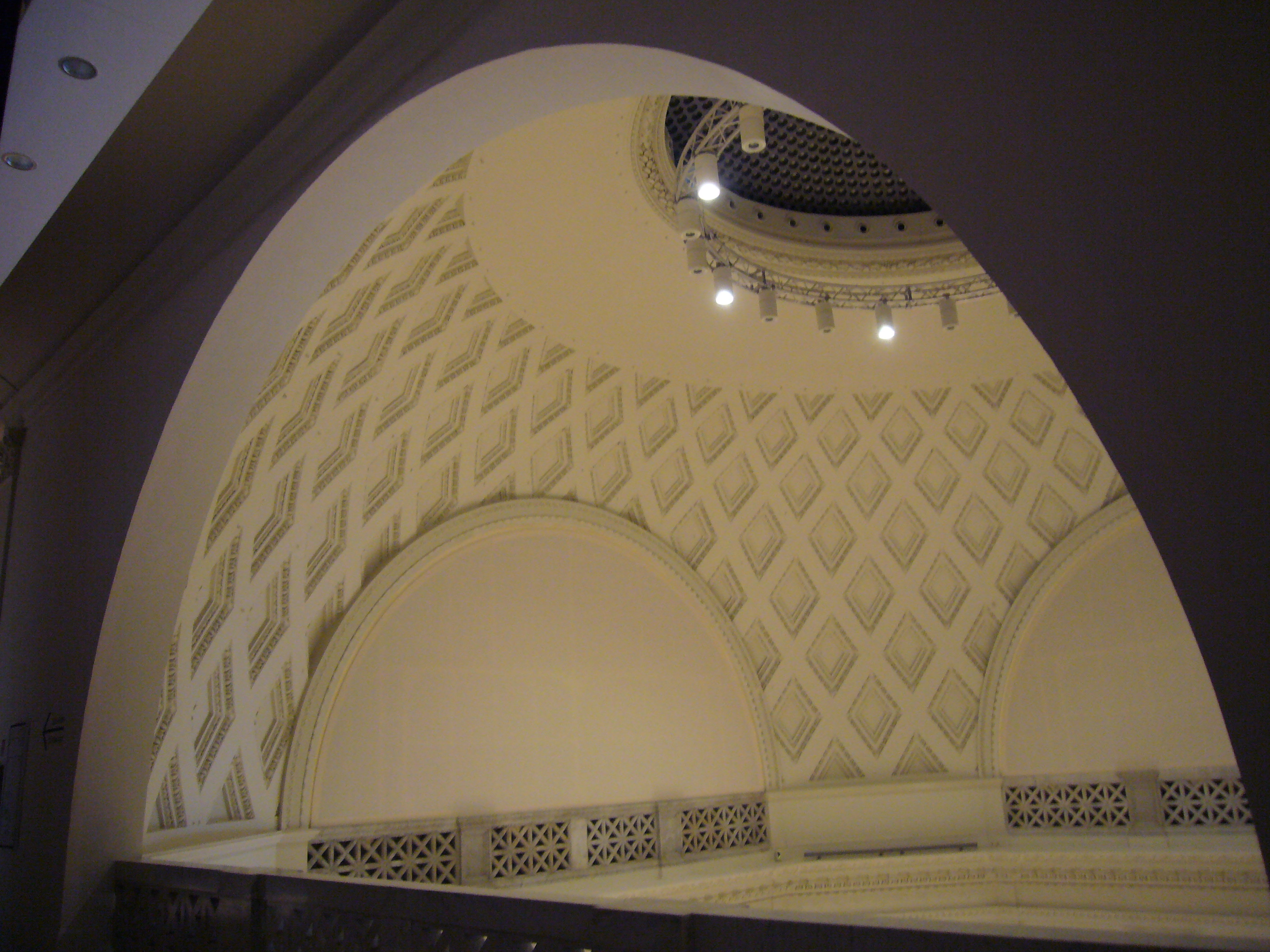
Купол.

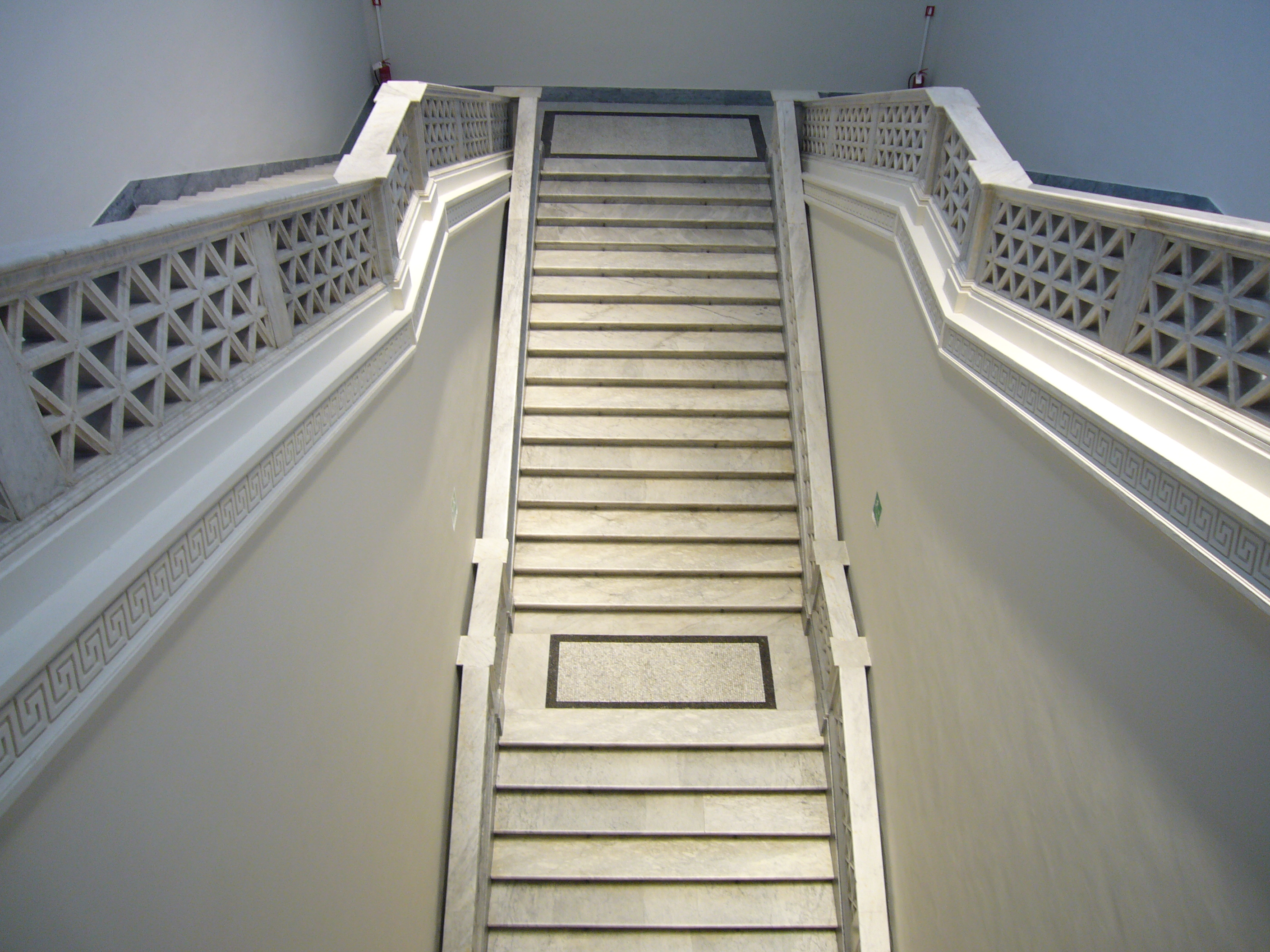
Большая лестница.

## Основные события
- 1883. Выставка изящных искусств.
- 1931, I Национальное Квадриеннале (художественная выставка, повторяющаяся каждые четыре года) искусства.
- 1932, Выставка, посвященная Гарибальди.
- 1932—1934, Выставка фашистской революции.
- 1935, II Национальное Квадриеннале искусства.
- 1936, I Выставка рекламных плакатов и графики[4]
- 1937, Августовская выставка Римского мира.
- 1939, III Национальное Квадриеннале искусства.
- 1943, IV Национальное Квадриеннале искусства.
- 1951—1952, VI Национальное Квадриеннале искусства.
- 1955—1956, VII Национальное Квадриеннале искусства.
- 1959—1960, VIII Национальное Квадриеннале искусства.
- 1965—1966, IX Национальное Квадриеннале искусства.
- 1972—1977, X Национальное Квадриеннале искусства.
- 1992—1996, XII Национальное Квадриеннале искусства.
- 1998, выставка, посвященная Лучио Фонтана.
- 1999, XIII Национальное Квадриеннале искусства.
- 2007, выставка, посвященная Марку Ротко и Стенли Кубрику.
- 2008, выставка, посвященная этрускам, VII римский фестиваль фотографии, XV Национальное Квадриеннале искусства[5][6][7].
- 2009, выставка, посвященная Чарльзу Дарвину, Булгари, Александру Кальдеру; VIII римский фестиваль фотографии.